# Bahnstrecke Chartres–Bordeaux
| Cubzac-les-Ponts, eine der letzten Stationen vor Bordeaux |                                                                                   | | |
| Streckennummer (SNCF): | 500 000                                                                           | | |
| Streckenlänge: | 499 km                                                                            | | |
| Spurweite: | 1435 mm (Normalspur)                                                              | | |
| Stromsystem: | ab La Grave-d’Ambarès: 1,5 kV =                                                   | | |
| Stromsystem: | Saumur–Thouars sowie im Bau St-Mariens-St-Yzan –La Grave-d’Ambarès: 25 kV 50 Hz ~ | | |
| Minimaler Radius: | 700 m                                                                             | | |
| Streckengeschwindigkeit: | 220 km/h                                                                          | | |
| Zweigleisigkeit: | Saintes–Bordeaux                                                                  | | |
| |                                                                                   | | |
| \| \| \| Bahnstrecke Paris–Brest von Paris-Montparnasse \| \| \| \| 86,5 \| alte Strecke über Massy-Palaiseau \| alte Strecke über Massy-Palaiseau \| \| \| 86,9 \| Viaduc Saint-Jean (134 m) \| Viaduc Saint-Jean (134 m) \| \| \| 87,1 \| Chartres \| 142 m \| \| \| \| Bahnstrecke Chartres–Dreux nach Dreux \| \| \| \| \| Bahnstrecke Chartres–Orléans nach Orléans \| \| \| \| \| Bahnstrecke Paris–Brest nach Brest \| \| \| \| ~90,0 \| Route nationale 123 \| Route nationale 123 \| \| \| 89,8 \| Lucé \| 157 m \| \| \| 96,0 \| Eure (26 m) \| Eure (26 m) \| \| \| 96,9 \| La Taye \| 146 m \| \| \| 102,9 \| Bailleau-le-Pin \| 175 m \| \| \| 107,8 \| Magny \| 171 m \| \| \| 110,0 \| ehem. Wasserschöpfstelle Illiers ▼ \| ehem. Wasserschöpfstelle Illiers ▼ \| \| \| 112,1 \| Illiers-Combray \| 162 m \| \| \| 112,4 \| Loir (12 m) \| Loir (12 m) \| \| \| 115,5 \| Thironne (35 m) \| Thironne (35 m) \| \| \| 116,5 \| A 11 \| A 11 \| \| \| 118,0 \| Montigny \| 170 m \| \| \| \| Bahnstrecke Brou–La Loupe von La Loupe \| \| \| \| 124,4 \| Brou \| 153 m \| \| \| 125,0 \| Ozanne (20 m) \| Ozanne (20 m) \| \| \| 131,9 \| Le Bois-Mouchet \| 173 m \| \| \| \| Bahnstrecke Arrou–Nogent-le-Rotrou nach Nogent-le-Rotrou \| \| \| \| 137,8 \| Arrou \| 164 m \| \| \| 139,2 \| LGV Atlantique \| LGV Atlantique \| \| \| 140,5 \| Yerre (50 m) \| Yerre (50 m) \| \| \| \| Bahnstrecke Thorigné–Courtalain von Thorigné-sur-Dué \| \| \| \| 140,9 \| Courtalain – Saint-Pellerin \| 156 m \| \| \| \| Bahnstrecke Courtalain–Patay nach Patay \| \| \| \| ~142,6 \| Département Eure-et-Loir / Loir-et-Cher \| Département Eure-et-Loir / Loir-et-Cher \| \| \| 146,9 \| Droué \| 158 m \| \| \| 147,0 \| Egvonne (9 m) \| Egvonne (9 m) \| \| \| 148,9 \| LGV Atlantique \| LGV Atlantique \| \| \| 155,9 \| Boursay-Saint-Agil \| 178 m \| \| \| 159,2 \| Grenne (180 m) \| Grenne (180 m) \| \| \| 162,8 \| Mondoubleau \| 118 m \| \| \| 163,5 \| Konzessionsende \| Konzessionsende \| \| \| 170,6 \| Braye (28 m) \| Braye (28 m) \| \| \| 171,7 \| Sargé-sur-Braye \| 90 m \| \| \| ~170,8 \| D 357 (ehem. N 826) \| D 357 (ehem. N 826) \| \| \| 174,x \| Regionsgrenze Centre/Pays de la Loire (2×) \| Regionsgrenze Centre/Pays de la Loire (2×) \| \| \| \| Bahnstrecke Sargé-sur-Braye–Vouvray nach Vouvray \| \| \| \| 177,0 \| Savigny-sur-Braye \| 83 m \| \| \| \| Bahnstrecke Bessé-sur-Braye–Saint-Calais von Saint-Calais \| \| \| \| 181,x \| Département Loir-et-Cher / Sarthe / Loir-et-Cher (2×) \| Département Loir-et-Cher / Sarthe / Loir-et-Cher (2×) \| \| \| 184,0 \| Bessé-sur-Braye \| 71 m \| \| \| ~184,2 \| Route de la Gare (ehem. N 821) \| Route de la Gare (ehem. N 821) \| \| \| ~188,8 \| Département Sarthe / Loir-et-Cher \| Département Sarthe / Loir-et-Cher \| \| \| 189,6 \| Lavenay \| 69 m \| \| \| 190,0 \| Tusson (8 m) \| Tusson (8 m) \| \| \| ~191,5 \| D 917 (ehem. N 817) \| D 917 (ehem. N 817) \| \| \| ~191,5 \| Département Loir-et-Cher / Sarthe \| Département Loir-et-Cher / Sarthe \| \| \| \| Bahnstrecke Pont-de-Braye–Blois von Blois \| \| \| \| 192,4 \| Pont-de-Braye \| 63 m \| \| \| 196,7 \| Ruillé–Poncé \| 58 m \| \| \| 201,4 \| La Chartre-sur-le-Loir \| 57 m \| \| \| ~202,1 \| D 304 (ehem. N 823) \| D 304 (ehem. N 823) \| \| \| 204,7 \| Chèvre (9 m) \| Chèvre (9 m) \| \| \| 206,7 \| Chahaignes \| 54 m \| \| \| 211,2 \| Marçon–Vouvray \| 52 m \| \| \| ~215,0 \| D 338 (ehem. N 158) \| D 338 (ehem. N 158) \| \| \| 216,2 \| Bahnstrecke Tours–Le Mans von Tours \| Bahnstrecke Tours–Le Mans von Tours \| \| \| 217,0 \| Château-du-Loir \| 50 m \| \| \| \| Bahnstrecke Tours–Le Mans nach Le Mans \| \| \| \| 219,2 \| Loir (64 m) \| Loir (64 m) \| \| \| 220,0 \| ehem. Wasserschöpfstelle Château-du-Loir ▼ \| ehem. Wasserschöpfstelle Château-du-Loir ▼ \| \| \| ~220,5 \| A 28 \| A 28 \| \| \| 221,7 \| Saint-Aubin-La Bruère \| 52 m \| \| \| 229,1 \| Chenu \| 88 m \| \| \| 229,8 \| Viaduc de Chenu (212 m) \| Viaduc de Chenu (212 m) \| \| \| ~231,5 \| Département Sarthe / Indre-et-Loire \| Département Sarthe / Indre-et-Loire \| \| \| 232,7 \| Zementwerk \| Zementwerk \| \| \| 236,1 \| Château-la-Vallière \| 75 m \| \| \| ~236,1 \| D 959 (ehem. N 159) \| D 959 (ehem. N 159) \| \| \| 243,1 \| Le Tanchet – Lublé \| 74 m \| \| \| ~244,8 \| Département Indre-et-Loire / Maine-et-Loire \| Département Indre-et-Loire / Maine-et-Loire \| \| \| 247,4 \| Meigné-le-Vicomte \| 89 m \| \| \| 253,0 \| Noyant-Méon \| 83 m \| \| \| ~236,1 \| D 767 (ehem. Route nationale 767) \| D 767 (ehem. Route nationale 767) \| \| \| 258,8 \| Linières-Bouton \| 59 m \| \| \| 266,3 \| Vernantes \| 57 m \| \| \| 273,6 \| Blou–Saint-Philbert \| 48 m \| \| \| 276,8 \| A85 \| A85 \| \| \| 277,4 \| Bahnstrecke La Flèche–Vivy von La Flèche \| Bahnstrecke La Flèche–Vivy von La Flèche \| \| \| ~277,9 \| A 85 \| A 85 \| \| \| ~276,0 \| D 347 (ehem. N 138) \| D 347 (ehem. N 138) \| \| \| ~276,0 \| Vivy \| 30 m \| \| \| 280,5 \| Authion \| 37 m \| \| \| \| Bahnstrecke Tours–Saint-Nazaire von Angers \| \| \| \| ~284,8 \| D 347 (ehem. N 138) \| D 347 (ehem. N 138) \| \| \| 285,6 \| Saumur-Rive-Droite \| 30 m \| \| \| 287,5 \| Bahnstrecke Tours–Saint-Nazaire nach Tours \| Bahnstrecke Tours–Saint-Nazaire nach Tours \| \| \| 288,0 \| Accès viaduc de Saumur (150 m + 50 m) \| Accès viaduc de Saumur (150 m + 50 m) \| \| \| 288,7 \| Viaduc de Saumur (Loire) (525 m) \| Viaduc de Saumur (Loire) (525 m) \| \| \| 289,0 \| Tunnel de Nantilly (1.056 m) \| Tunnel de Nantilly (1.056 m) \| \| \| \| Abzw. Saumur-Rive-Gauche \| 30 m \| \| \| 290,9 \| Nantilly-Saumur \| 41 m \| \| \| 293,3 \| Chacé-Varrains \| 40 m \| \| \| 297,1 \| Brézé-Saint-Cyr-en-Bourg \| 46 m \| \| \| 299,4 \| Dive (10 m) \| Dive (10 m) \| \| \| 307,2 \| Bahnstrecke Loudun–Angers-Maître-École von Angers \| Bahnstrecke Loudun–Angers-Maître-École von Angers \| \| \| ~284,8 \| Rue de Loudun (ehem. N 761) \| Rue de Loudun (ehem. N 761) \| \| \| 307,2 \| Montreuil-Bellay \| 54 m \| \| \| \| Bahnstrecke Loudun–Angers-Maître-École nach Loudun \| \| \| \| ~313,0 \| Département Maine-et-Loire / Deux-Sèvres (3×) \| Département Maine-et-Loire / Deux-Sèvres (3×) \| \| \| 313,0 \| Lernay \| 41 m \| \| \| 317,1 \| Brion-près-Thouet \| Brion-près-Thouet \| \| \| \| Bahnstrecke Les Sables-d’Olonne–Tours von Tours \| \| \| \| 325,1 \| Thouars Ende Elektrifizierung \| 87 m \| \| \| ~325,2 \| Av. Victor Hugo (ehem. N 138) \| Av. Victor Hugo (ehem. N 138) \| \| \| ~326,7 \| D 759 (ehem. N 759) \| D 759 (ehem. N 759) \| \| \| 327,0 \| Thouet (191 m) \| Thouet (191 m) \| \| \| \| Bahnstrecke Les Sables-d’Olonne–Tours n. Les Sables-d’Olonne \| \| \| \| 331,0 \| Saint-Jean-de-Thouars \| Saint-Jean-de-Thouars \| \| \| 336,4 \| Viaduc de Conquenuche (Thouaret) (75 m) \| Viaduc de Conquenuche (Thouaret) (75 m) \| \| \| 337,5 \| Saint-Varent \| Saint-Varent \| \| \| 343,5 \| Pont sur la Cendronne (34 m) \| Pont sur la Cendronne (34 m) \| \| \| 346,0 \| Viaduc d’Airvault (Thouet) (60 m) \| Viaduc d’Airvault (Thouet) (60 m) \| \| \| 347,6 \| Bahnstrecke Airvault-Gare–Moncontour von Moncontour-de-Poitou \| Bahnstrecke Airvault-Gare–Moncontour von Moncontour-de-Poitou \| \| \| 347,6 \| Airvault-Ville \| Airvault-Ville \| \| \| 349,6 \| Airvault-Gare \| Airvault-Gare \| \| \| 352,9 \| Viaduc de Saint-Loup (Thouaret) (90 m) \| Viaduc de Saint-Loup (Thouaret) (90 m) \| \| \| 353,6 \| Saint-Loup-Lamairé \| Saint-Loup-Lamairé \| \| \| 360,0 \| Gourgé \| Gourgé \| \| \| \| Bahnstrecke Neuville-de-Poitou–Bressuire von Bressuire \| \| \| \| 369,3 \| Thouet (Viaduc de Parthenay) (73 m) \| Thouet (Viaduc de Parthenay) (73 m) \| \| \| 370,2 \| Parthenay \| Parthenay \| \| \| \| Bahnstrecke Neuville-de-Poitou–Bressuire nach Poitiers \| \| \| \| \| Viette (26 m) \| \| \| \| 381,0 \| Saint-Pardoux \| Saint-Pardoux \| \| \| 385,4 \| Mazières-Verruyes \| Mazières-Verruyes \| \| \| 395,9 \| Champdeniers-Saint-Christophe \| Champdeniers-Saint-Christophe \| \| \| 400,0 \| Cherveux \| Cherveux \| \| \| 402,2 \| A 83 \| A 83 \| \| \| 404,5 \| Viaduc d’Échiré (Sèvre Niortaise) (46 m) \| Viaduc d’Échiré (Sèvre Niortaise) (46 m) \| \| \| 405,6 \| Échiré \| Échiré \| \| \| 412,9 \| Lambon (6 m) \| Lambon (6 m) \| \| \| 414,2 \| Bahnstrecke Saint-Benoît–La Rochelle-Ville von Poitiers \| Bahnstrecke Saint-Benoît–La Rochelle-Ville von Poitiers \| \| \| 414,9 \| Niort \| Niort \| \| \| \| \| \| \| \| \| Bahnstrecke La Possonnière–Niort nach La Possonnière, Bahnstrecke Saint-Benoît–La Rochelle-Ville nach La Rochelle \| \| \| \| \| \| \| \| \| 420,2 \| Aiffres \| Aiffres \| \| \| 420,2 \| Bahnstrecke Aiffres–Ruffec nach Ruffec \| Bahnstrecke Aiffres–Ruffec nach Ruffec \| \| \| 422,3 \| A 10 \| A 10 \| \| \| 425,7 \| Fors \| Fors \| \| \| 430,1 \| Marigny (Deux-Sèvres) \| Marigny (Deux-Sèvres) \| \| \| 434,2 \| Beauvoir-sur-Niort \| Beauvoir-sur-Niort \| \| \| 437,6 \| Prissé-la-Charrière \| Prissé-la-Charrière \| \| \| 440,0 \| ehem. Wasserschöpfstelle Villeneuve-la-Comtesse ▼ \| ehem. Wasserschöpfstelle Villeneuve-la-Comtesse ▼ \| \| \| ~443,0 \| Deux-Sèvres / Département Charente-Maritime \| Deux-Sèvres / Département Charente-Maritime \| \| \| 444,1 \| Villeneuve-la-Comtesse \| Villeneuve-la-Comtesse \| \| \| ~448,3 \| D 150 (ehem. N 138) \| D 150 (ehem. N 138) \| \| \| 450,6 \| Loulay \| Loulay \| \| \| 456,7 \| Saint-Denis-du-Pin \| Saint-Denis-du-Pin \| \| \| \| \| \| \| \| \| Chemins de fer économiques des Charentes (CFEC) von Marans (1896–1950) \| \| \| \| \| \| \| \| \| 463,0 \| Saint-Jean-d’Angély \| Saint-Jean-d’Angély \| \| \| \| CFEC nach Cognac und Rouillac (1889–1950) \| \| \| \| ~463,2 \| D 939 E2 (ehem. N 150) \| D 939 E2 (ehem. N 150) \| \| \| 463,7 \| Bahnstrecke Saint-Jean-d’Angély–Taillebourg nach Taillebourg \| Bahnstrecke Saint-Jean-d’Angély–Taillebourg nach Taillebourg \| \| \| 463,8 \| Canal Saint-Euthrope (18 m) \| Canal Saint-Euthrope (18 m) \| \| \| 464,0 \| Boutonne (53 m) \| Boutonne (53 m) \| \| \| 464,3 \| Nie (15 m) \| Nie (15 m) \| \| \| ~466,1 \| D 150 (ehem. N 138) \| D 150 (ehem. N 138) \| \| \| 469,3 \| Asnières-la-Giraud \| Asnières-la-Giraud \| \| \| 473,9 \| Saint-Hilaire-Brizambourg \| Saint-Hilaire-Brizambourg \| \| \| 478,5 \| Le Douhet-Écoyeux \| Le Douhet-Écoyeux \| \| \| 480,9 \| Viaduc de la Thonne (89 m) \| Viaduc de la Thonne (89 m) \| \| \| 483,7 \| Fontcouverte \| Fontcouverte \| \| \| 484,0 \| Viaduc de Fontcouverte (75 m) \| Viaduc de Fontcouverte (75 m) \| \| \| 485,6 \| Viaduc de Chaumet (Escambouille) (43 m) \| Viaduc de Chaumet (Escambouille) (43 m) \| \| \| 485,9 \| Tunnel de Jérusalem (422 m) \| Tunnel de Jérusalem (422 m) \| \| \| \| Bahnstrecke Nantes-Orléans–Saintes von Nantes \| \| \| \| \| CFEC von Burie \| \| \| \| 491,6 \| Saintes \| 11 m \| \| \| ~491,9 \| CFEC n. Marennes (1896–1947) u. Av Gambetta (ehem. N 137) \| CFEC n. Marennes (1896–1947) u. Av Gambetta (ehem. N 137) \| \| \| ~492,2 \| Bahnstrecke Saintes–Royan nach Royan \| Bahnstrecke Saintes–Royan nach Royan \| \| \| ~493,5 \| N 141 \| N 141 \| \| \| 498,0 \| Chaniers \| Chaniers \| \| \| 500,5 \| Charente (Viaduc de Beillant) (64 m) \| Charente (Viaduc de Beillant) (64 m) \| \| \| 501,2 \| Beillant (Keilbahnhof) \| Beillant (Keilbahnhof) \| \| \| \| Bahnstrecke Beillant–Angoulême nach Angoulême \| \| \| \| 507,3 \| Montils-Colombiers \| Montils-Colombiers \| \| \| 510,5 \| Saint-Seurin-Lijardière \| Saint-Seurin-Lijardière \| \| \| ~514,9 \| Route de Cognac (ehem. N 732) \| Route de Cognac (ehem. N 732) \| \| \| \| Rue de Cognac (ehem. N 732) und CFEC von Archiac (1917–1939) \| \| \| \| ~515,4 \| D 700 (ehem. N 700) \| D 700 (ehem. N 700) \| \| \| 515,7 \| Pons \| Pons \| \| \| 517,0 \| Bahnstrecke Pons–Saujon nach Royan \| Bahnstrecke Pons–Saujon nach Royan \| \| \| \| CFEC n. La Bergerie \| \| \| \| 521,1 \| Fléac-sur-Seugne \| Fléac-sur-Seugne \| \| \| 524,2 \| Seugne (40 m) \| Seugne (40 m) \| \| \| 524,6 \| Mosnac-sur-Seugne \| Mosnac-sur-Seugne \| \| \| 528,3 \| Clion-sur-Seugne \| Clion-sur-Seugne \| \| \| ~534,9 \| D 699 (ehem. N 699) und CFEC La Bergerie–Archiac (1894–1947) \| D 699 (ehem. N 699) und CFEC La Bergerie–Archiac (1894–1947) \| \| \| 535,0 \| Jonzac \| Jonzac \| \| \| 542,9 \| Fontaines-d’Ozillac \| Fontaines-d’Ozillac \| \| \| 547,5 \| Tugéras-Chartuzac \| Tugéras-Chartuzac \| \| \| ~534,9 \| D 730 (ehem. N 730) \| D 730 (ehem. N 730) \| \| \| \| \| \| \| \| \| Chemins de fer économiques des Charentes (CFEC) von Mirambeau (1894–1947) \| \| \| \| \| \| \| \| \| 555,9 \| Montendre \| Montendre \| \| \| \| D 730 (ehem. N 730) \| \| \| \| \| CFEC nach St-Augulin (1903–1934) \| \| \| \| 559,0 \| Livenne (2×) \| Livenne (2×) \| \| \| 564,0 \| Bussac \| Bussac \| \| \| ~565,3 \| Gleisanschl. Aérodrome de Bédenac-Bussac \| Gleisanschl. Aérodrome de Bédenac-Bussac \| \| \| \| \| \| \| \| 572,0 \| Bahnstrecke Châteauneuf-sur-Charente–Saint-Mariens-Saint-Yzan von Châteauneuf-sur-Charente \| Bahnstrecke Châteauneuf-sur-Charente–Saint-Mariens-Saint-Yzan von Châteauneuf-sur-Charente \| \| \| \| \| \| \| \| 572,3 \| Département Charente-Maritime / Gironde \| Département Charente-Maritime / Gironde \| \| \| 572,7 \| Bahnstrecke Saint-Yzan–Blaye von Blaye \| Bahnstrecke Saint-Yzan–Blaye von Blaye \| \| \| 572,7 \| Saint-Mariens-Saint-Yzan \| Saint-Mariens-Saint-Yzan \| \| \| 576,5 \| Cavignac \| Cavignac \| \| \| ~576,8 \| N 10 \| N 10 \| \| \| 577,5 \| Bahnstrecke Cavignac–Coutras nach Coutras \| Bahnstrecke Cavignac–Coutras nach Coutras \| \| \| \| Bündelung mit LGV Sud Europe Atlantique \| \| \| \| 582,7 \| Gauriaguet \| Gauriaguet \| \| \| 587,3 \| Aubie-Saint-Antoine \| Aubie-Saint-Antoine \| \| \| \| LGV Sud Europe Atlantique nach Bordeaux \| \| \| \| 589,0 \| A 10 \| A 10 \| \| \| ~589,6 \| D 670 (ehem. N 670) \| D 670 (ehem. N 670) \| \| \| 590,7 \| Saint-André-de-Cubzac \| 30 m \| \| \| \| \| \| \| \| ~591,1 \| Bahnstrecke Mirambeau–Saint-André-de-Cubzac nach Mirambeau (CDF Écon. Gironde) \| Bahnstrecke Mirambeau–Saint-André-de-Cubzac nach Mirambeau (CDF Écon. Gironde) \| \| \| \| \| \| \| \| ~591,8 \| N 10 \| N 10 \| \| \| 593,3 \| Cubzac-les-Ponts \| 23 m \| \| \| 594,8 \| Dordogne (Pont ferroviaire de Cubzac) (2.318 m) \| Dordogne (Pont ferroviaire de Cubzac) (2.318 m) \| \| \| 598,2 \| La Grave-d’Ambarès Systemwechsel Elektrifizierung \| 8 m \| \| \| \| LGV Sud Europe Atlantique \| \| \| \| \| ehem. Streckenverlauf \| \| \| \| 599,0 \| Bahnstrecke Paris–Bordeaux von Paris-Austerlitz \| Bahnstrecke Paris–Bordeaux von Paris-Austerlitz \| \| \| 601 \| A 10 \| A 10 \| \| \| 602,7 \| Sainte-Eulalie-Carbon-Blanc \| 20 m \| \| \| 606,6 \| Tunnel de la Ramade (1.343 m) \| Tunnel de la Ramade (1.343 m) \| \| \| 608,1579,6 \| Abzw. de Saintes von Paris-Austerlitz \| Abzw. de Saintes von Paris-Austerlitz \| \| \| 579,9 \| Abzw. du raccordement circulaire \| Abzw. du raccordement circulaire \| \| \| 580,0 \| Cenon ehem. Avenue Thiers-Cenon \| 11 m \| \| \| \| alte Strecke von Paris \| \| \| \| 581,8 \| Bordeaux-Benauge \| 4 m \| \| \| \| Bahnstrecke Bordeaux-Benauge–La Sauvetat-du-Dropt n. Latresne \| \| \| \| 583,1 \| Neue Vorbrücke und Brücke (Garonne) (511 m) \| Neue Vorbrücke und Brücke (Garonne) (511 m) \| \| \| 583,8 \| Bordeaux-Saint-Jean \| 7 m \| \| \| \| Bahnstrecke Bordeaux–Sète nach Sète \| \| \| \| \| Bahnstrecke Bordeaux–Irun nach Irun \| \| |                                                                                   | | |
| |                                                                                   | Bahnstrecke Paris–Brest von Paris-Montparnasse                                                                    | |
| Abzweig geradeaus und von links | 86,5                                                                              | alte Strecke über Massy-Palaiseau                                                                                 | alte Strecke über Massy-Palaiseau                                                                                 |
| Brücke | 86,9                                                                              | Viaduc Saint-Jean (134 m)                                                                                         | Viaduc Saint-Jean (134 m)                                                                                         |
| Bahnhof | 87,1                                                                              | Chartres | 142 m |
| Abzweig geradeaus und nach rechts |                                                                                   | Bahnstrecke Chartres–Dreux nach Dreux                                                                             | Bahnstrecke Chartres–Dreux nach Dreux                                                                             |
| Abzweig geradeaus und nach links |                                                                                   | Bahnstrecke Chartres–Orléans nach Orléans                                                                         | Bahnstrecke Chartres–Orléans nach Orléans                                                                         |
| Abzweig geradeaus und nach rechts |                                                                                   | Bahnstrecke Paris–Brest nach Brest                                                                                | Bahnstrecke Paris–Brest nach Brest                                                                                |
| Strecke mit Straßenbrücke | ~90,0                                                                             | Route nationale 123                                                                                               | Route nationale 123                                                                                               |
| Haltepunkt / Haltestelle | 89,8                                                                              | Lucé | 157 m |
| Brücke über Wasserlauf | 96,0                                                                              | Eure (26 m) | Eure (26 m) |
| Haltepunkt / Haltestelle | 96,9                                                                              | La Taye | 146 m |
| Bahnhof | 102,9                                                                             | Bailleau-le-Pin                                                                                                   | 175 m |
| Haltepunkt / Haltestelle | 107,8                                                                             | Magny | 171 m |
| ehemaliger Dienststation / Betriebs- oder Güterbahnhof | 110,0                                                                             | ehem. Wasserschöpfstelle Illiers ▼                                                                                | ehem. Wasserschöpfstelle Illiers ▼                                                                                |
| Bahnhof | 112,1                                                                             | Illiers-Combray                                                                                                   | 162 m |
| Brücke über Wasserlauf | 112,4                                                                             | Loir (12 m) | Loir (12 m) |
| Brücke über Wasserlauf | 115,5                                                                             | Thironne (35 m)                                                                                                   | Thironne (35 m)                                                                                                   |
| Brücke | 116,5                                                                             | A 11 | A 11 |
| ehemaliger Bahnhof | 118,0                                                                             | Montigny | 170 m |
| Abzweig geradeaus und ehemals von rechts |                                                                                   | Bahnstrecke Brou–La Loupe von La Loupe                                                                            | Bahnstrecke Brou–La Loupe von La Loupe                                                                            |
| Bahnhof | 124,4                                                                             | Brou | 153 m |
| Brücke über Wasserlauf | 125,0                                                                             | Ozanne (20 m) | Ozanne (20 m) |
| ehemaliger Haltepunkt / Haltestelle | 131,9                                                                             | Le Bois-Mouchet                                                                                                   | 173 m |
| Abzweig geradeaus und ehemals von rechts |                                                                                   | Bahnstrecke Arrou–Nogent-le-Rotrou nach Nogent-le-Rotrou                                                          | Bahnstrecke Arrou–Nogent-le-Rotrou nach Nogent-le-Rotrou                                                          |
| Bahnhof | 137,8                                                                             | Arrou | 164 m |
| Kreuzung geradeaus oben | 139,2                                                                             | LGV Atlantique | LGV Atlantique |
| Brücke über Wasserlauf | 140,5                                                                             | Yerre (50 m) | Yerre (50 m) |
| Abzweig geradeaus und ehemals von rechts |                                                                                   | Bahnstrecke Thorigné–Courtalain von Thorigné-sur-Dué                                                              | Bahnstrecke Thorigné–Courtalain von Thorigné-sur-Dué                                                              |
| Bahnhof | 140,9                                                                             | Courtalain – Saint-Pellerin                                                                                       | 156 m |
| Abzweig geradeaus und ehemals nach links |                                                                                   | Bahnstrecke Courtalain–Patay nach Patay                                                                           | Bahnstrecke Courtalain–Patay nach Patay                                                                           |
| Grenze | ~142,6                                                                            | Département Eure-et-Loir / Loir-et-Cher                                                                           | Département Eure-et-Loir / Loir-et-Cher                                                                           |
| ehemaliger Bahnhof | 146,9                                                                             | Droué | 158 m |
| Brücke über Wasserlauf | 147,0                                                                             | Egvonne (9 m) | Egvonne (9 m) |
| Kreuzung geradeaus unten | 148,9                                                                             | LGV Atlantique | LGV Atlantique |
| ehemaliger Bahnhof | 155,9                                                                             | Boursay-Saint-Agil                                                                                                | 178 m |
| Brücke über Wasserlauf | 159,2                                                                             | Grenne (180 m) | Grenne (180 m) |
| Dienststation / Betriebs- oder Güterbahnhof | 162,8                                                                             | Mondoubleau | 118 m |
| | 163,5                                                                             | Konzessionsende                                                                                                   | Konzessionsende                                                                                                   |
| Brücke über Wasserlauf (Strecke außer Betrieb) | 170,6                                                                             | Braye (28 m) | Braye (28 m) |
| Bahnhof (Strecke außer Betrieb) | 171,7                                                                             | Sargé-sur-Braye                                                                                                   | 90 m |
| Bahnübergang (Strecke außer Betrieb) | ~170,8                                                                            | D 357 (ehem. N 826)                                                                                               | D 357 (ehem. N 826)                                                                                               |
| Grenze (Strecke außer Betrieb) | 174,x                                                                             | Regionsgrenze Centre/Pays de la Loire (2×)                                                                        | Regionsgrenze Centre/Pays de la Loire (2×)                                                                        |
| Abzweig geradeaus und nach links (Strecke außer Betrieb) |                                                                                   | Bahnstrecke Sargé-sur-Braye–Vouvray nach Vouvray                                                                  | Bahnstrecke Sargé-sur-Braye–Vouvray nach Vouvray                                                                  |
| Bahnhof (Strecke außer Betrieb) | 177,0                                                                             | Savigny-sur-Braye                                                                                                 | 83 m |
| Abzweig geradeaus und von rechts (Strecke außer Betrieb) |                                                                                   | Bahnstrecke Bessé-sur-Braye–Saint-Calais von Saint-Calais                                                         | Bahnstrecke Bessé-sur-Braye–Saint-Calais von Saint-Calais                                                         |
| Grenze (Strecke außer Betrieb) | 181,x                                                                             | Département Loir-et-Cher / Sarthe / Loir-et-Cher (2×)                                                             | Département Loir-et-Cher / Sarthe / Loir-et-Cher (2×)                                                             |
| Dienststation / Betriebs- oder Güterbahnhof (Strecke außer Betrieb) | 184,0                                                                             | Bessé-sur-Braye                                                                                                   | 71 m |
| Bahnübergang (Strecke außer Betrieb) | ~184,2                                                                            | Route de la Gare (ehem. N 821)                                                                                    | Route de la Gare (ehem. N 821)                                                                                    |
| Grenze (Strecke außer Betrieb) | ~188,8                                                                            | Département Sarthe / Loir-et-Cher                                                                                 | Département Sarthe / Loir-et-Cher                                                                                 |
| Haltepunkt / Haltestelle (Strecke außer Betrieb) | 189,6                                                                             | Lavenay | 69 m |
| Brücke über Wasserlauf (Strecke außer Betrieb) | 190,0                                                                             | Tusson (8 m) | Tusson (8 m) |
| Bahnübergang (Strecke außer Betrieb) | ~191,5                                                                            | D 917 (ehem. N 817)                                                                                               | D 917 (ehem. N 817)                                                                                               |
| Grenze (Strecke außer Betrieb) | ~191,5                                                                            | Département Loir-et-Cher / Sarthe                                                                                 | Département Loir-et-Cher / Sarthe                                                                                 |
| Abzweig geradeaus und von links (Strecke außer Betrieb) |                                                                                   | Bahnstrecke Pont-de-Braye–Blois von Blois                                                                         | Bahnstrecke Pont-de-Braye–Blois von Blois                                                                         |
| Bahnhof (Strecke außer Betrieb) | 192,4                                                                             | Pont-de-Braye | 63 m |
| Bahnhof (Strecke außer Betrieb) | 196,7                                                                             | Ruillé–Poncé | 58 m |
| Dienststation / Betriebs- oder Güterbahnhof (Strecke außer Betrieb) | 201,4                                                                             | La Chartre-sur-le-Loir                                                                                            | 57 m |
| Bahnübergang (Strecke außer Betrieb) | ~202,1                                                                            | D 304 (ehem. N 823)                                                                                               | D 304 (ehem. N 823)                                                                                               |
| Brücke über Wasserlauf (Strecke außer Betrieb) | 204,7                                                                             | Chèvre (9 m) | Chèvre (9 m) |
| Bahnhof (Strecke außer Betrieb) | 206,7                                                                             | Chahaignes | 54 m |
| Bahnhof (Strecke außer Betrieb) | 211,2                                                                             | Marçon–Vouvray | 52 m |
| Bahnübergang (Strecke außer Betrieb) | ~215,0                                                                            | D 338 (ehem. N 158)                                                                                               | D 338 (ehem. N 158)                                                                                               |
| Abzweig ehemals geradeaus und von links | 216,2                                                                             | Bahnstrecke Tours–Le Mans von Tours                                                                               | Bahnstrecke Tours–Le Mans von Tours                                                                               |
| Bahnhof | 217,0                                                                             | Château-du-Loir                                                                                                   | 50 m |
| Abzweig geradeaus und nach rechts |                                                                                   | Bahnstrecke Tours–Le Mans nach Le Mans                                                                            | Bahnstrecke Tours–Le Mans nach Le Mans                                                                            |
| Brücke über Wasserlauf | 219,2                                                                             | Loir (64 m) | Loir (64 m) |
| ehemaliger Dienststation / Betriebs- oder Güterbahnhof | 220,0                                                                             | ehem. Wasserschöpfstelle Château-du-Loir ▼                                                                        | ehem. Wasserschöpfstelle Château-du-Loir ▼                                                                        |
| Strecke mit Straßenbrücke | ~220,5                                                                            | A 28 | A 28 |
| ehemaliger Bahnhof | 221,7                                                                             | Saint-Aubin-La Bruère                                                                                             | 52 m |
| ehemaliger Bahnhof | 229,1                                                                             | Chenu | 88 m |
| Brücke | 229,8                                                                             | Viaduc de Chenu (212 m)                                                                                           | Viaduc de Chenu (212 m)                                                                                           |
| ehemalige Grenze | ~231,5                                                                            | Département Sarthe / Indre-et-Loire                                                                               | Département Sarthe / Indre-et-Loire                                                                               |
| Abzweig geradeaus und nach rechts | 232,7                                                                             | Zementwerk | Zementwerk |
| ehemaliger Bahnhof | 236,1                                                                             | Château-la-Vallière                                                                                               | 75 m |
| Strecke mit Straßenbrücke | ~236,1                                                                            | D 959 (ehem. N 159)                                                                                               | D 959 (ehem. N 159)                                                                                               |
| ehemaliger Bahnhof | 243,1                                                                             | Le Tanchet – Lublé                                                                                                | 74 m |
| ehemalige Grenze | ~244,8                                                                            | Département Indre-et-Loire / Maine-et-Loire                                                                       | Département Indre-et-Loire / Maine-et-Loire                                                                       |
| ehemaliger Bahnhof | 247,4                                                                             | Meigné-le-Vicomte                                                                                                 | 89 m |
| ehemaliger Bahnhof | 253,0                                                                             | Noyant-Méon | 83 m |
| Bahnübergang | ~236,1                                                                            | D 767 (ehem. Route nationale 767)                                                                                 | D 767 (ehem. Route nationale 767)                                                                                 |
| ehemaliger Bahnhof | 258,8                                                                             | Linières-Bouton                                                                                                   | 59 m |
| ehemaliger Bahnhof | 266,3                                                                             | Vernantes | 57 m |
| ehemaliger Bahnhof | 273,6                                                                             | Blou–Saint-Philbert                                                                                               | 48 m |
| Brücke | 276,8                                                                             | A85 | A85 |
| Abzweig geradeaus und von rechts | 277,4                                                                             | Bahnstrecke La Flèche–Vivy von La Flèche                                                                          | Bahnstrecke La Flèche–Vivy von La Flèche                                                                          |
| Strecke mit Straßenbrücke | ~277,9                                                                            | A 85 | A 85 |
| Strecke mit Straßenbrücke | ~276,0                                                                            | D 347 (ehem. N 138)                                                                                               | D 347 (ehem. N 138)                                                                                               |
| ehemaliger Bahnhof | ~276,0                                                                            | Vivy | 30 m |
| Brücke über Wasserlauf | 280,5                                                                             | Authion | 37 m |
| Abzweig geradeaus und von rechts |                                                                                   | Bahnstrecke Tours–Saint-Nazaire von Angers                                                                        | Bahnstrecke Tours–Saint-Nazaire von Angers                                                                        |
| Strecke mit Straßenbrücke | ~284,8                                                                            | D 347 (ehem. N 138)                                                                                               | D 347 (ehem. N 138)                                                                                               |
| Bahnhof | 285,6                                                                             | Saumur-Rive-Droite                                                                                                | 30 m |
| Abzweig geradeaus und nach links | 287,5                                                                             | Bahnstrecke Tours–Saint-Nazaire nach Tours                                                                        | Bahnstrecke Tours–Saint-Nazaire nach Tours                                                                        |
| Brücke | 288,0                                                                             | Accès viaduc de Saumur (150 m + 50 m)                                                                             | Accès viaduc de Saumur (150 m + 50 m)                                                                             |
| Brücke über Wasserlauf | 288,7                                                                             | Viaduc de Saumur (Loire) (525 m)                                                                                  | Viaduc de Saumur (Loire) (525 m)                                                                                  |
| Tunnel | 289,0                                                                             | Tunnel de Nantilly (1.056 m)                                                                                      | Tunnel de Nantilly (1.056 m)                                                                                      |
| Abzweig geradeaus und ehemals von rechts |                                                                                   | Abzw. Saumur-Rive-Gauche                                                                                          | 30 m |
| ehemaliger Bahnhof | 290,9                                                                             | Nantilly-Saumur                                                                                                   | 41 m |
| ehemaliger Bahnhof | 293,3                                                                             | Chacé-Varrains | 40 m |
| ehemaliger Bahnhof | 297,1                                                                             | Brézé-Saint-Cyr-en-Bourg                                                                                          | 46 m |
| Brücke über Wasserlauf | 299,4                                                                             | Dive (10 m) | Dive (10 m) |
| Abzweig geradeaus und ehemals von rechts | 307,2                                                                             | Bahnstrecke Loudun–Angers-Maître-École von Angers                                                                 | Bahnstrecke Loudun–Angers-Maître-École von Angers                                                                 |
| Strecke mit Straßenbrücke | ~284,8                                                                            | Rue de Loudun (ehem. N 761)                                                                                       | Rue de Loudun (ehem. N 761)                                                                                       |
| Bahnhof | 307,2                                                                             | Montreuil-Bellay                                                                                                  | 54 m |
| Abzweig geradeaus und ehemals nach links |                                                                                   | Bahnstrecke Loudun–Angers-Maître-École nach Loudun                                                                | Bahnstrecke Loudun–Angers-Maître-École nach Loudun                                                                |
| ehemalige Grenze | ~313,0                                                                            | Département Maine-et-Loire / Deux-Sèvres (3×)                                                                     | Département Maine-et-Loire / Deux-Sèvres (3×)                                                                     |
| ehemaliger Haltepunkt / Haltestelle | 313,0                                                                             | Lernay | 41 m |
| Bahnhof | 317,1                                                                             | Brion-près-Thouet                                                                                                 | Brion-près-Thouet                                                                                                 |
| Abzweig geradeaus und von links |                                                                                   | Bahnstrecke Les Sables-d’Olonne–Tours von Tours                                                                   | Bahnstrecke Les Sables-d’Olonne–Tours von Tours                                                                   |
| Bahnhof | 325,1                                                                             | Thouars Ende Elektrifizierung                                                                                     | 87 m |
| Strecke mit Straßenbrücke | ~325,2                                                                            | Av. Victor Hugo (ehem. N 138)                                                                                     | Av. Victor Hugo (ehem. N 138)                                                                                     |
| Strecke mit Straßenbrücke | ~326,7                                                                            | D 759 (ehem. N 759)                                                                                               | D 759 (ehem. N 759)                                                                                               |
| Brücke über Wasserlauf | 327,0                                                                             | Thouet (191 m) | Thouet (191 m) |
| Abzweig geradeaus und nach rechts |                                                                                   | Bahnstrecke Les Sables-d’Olonne–Tours n. Les Sables-d’Olonne                                                      | Bahnstrecke Les Sables-d’Olonne–Tours n. Les Sables-d’Olonne                                                      |
| ehemaliger Bahnhof | 331,0                                                                             | Saint-Jean-de-Thouars                                                                                             | Saint-Jean-de-Thouars                                                                                             |
| Brücke über Wasserlauf | 336,4                                                                             | Viaduc de Conquenuche (Thouaret) (75 m)                                                                           | Viaduc de Conquenuche (Thouaret) (75 m)                                                                           |
| Dienststation / Betriebs- oder Güterbahnhof | 337,5                                                                             | Saint-Varent | Saint-Varent |
| Brücke über Wasserlauf | 343,5                                                                             | Pont sur la Cendronne (34 m)                                                                                      | Pont sur la Cendronne (34 m)                                                                                      |
| Brücke über Wasserlauf | 346,0                                                                             | Viaduc d’Airvault (Thouet) (60 m)                                                                                 | Viaduc d’Airvault (Thouet) (60 m)                                                                                 |
| Abzweig geradeaus und ehemals von links | 347,6                                                                             | Bahnstrecke Airvault-Gare–Moncontour von Moncontour-de-Poitou                                                     | Bahnstrecke Airvault-Gare–Moncontour von Moncontour-de-Poitou                                                     |
| ehemaliger Bahnhof | 347,6                                                                             | Airvault-Ville | Airvault-Ville |
| Dienststation / Betriebs- oder Güterbahnhof | 349,6                                                                             | Airvault-Gare | Airvault-Gare |
| Brücke über Wasserlauf | 352,9                                                                             | Viaduc de Saint-Loup (Thouaret) (90 m)                                                                            | Viaduc de Saint-Loup (Thouaret) (90 m)                                                                            |
| ehemaliger Bahnhof | 353,6                                                                             | Saint-Loup-Lamairé                                                                                                | Saint-Loup-Lamairé                                                                                                |
| ehemaliger Bahnhof | 360,0                                                                             | Gourgé | Gourgé |
| Abzweig geradeaus und ehemals von rechts |                                                                                   | Bahnstrecke Neuville-de-Poitou–Bressuire von Bressuire                                                            | Bahnstrecke Neuville-de-Poitou–Bressuire von Bressuire                                                            |
| Brücke über Wasserlauf | 369,3                                                                             | Thouet (Viaduc de Parthenay) (73 m)                                                                               | Thouet (Viaduc de Parthenay) (73 m)                                                                               |
| Bahnhof | 370,2                                                                             | Parthenay | Parthenay |
| Abzweig geradeaus und ehemals nach links |                                                                                   | Bahnstrecke Neuville-de-Poitou–Bressuire nach Poitiers                                                            | Bahnstrecke Neuville-de-Poitou–Bressuire nach Poitiers                                                            |
| Brücke über Wasserlauf |                                                                                   | Viette (26 m) | Viette (26 m) |
| ehemaliger Bahnhof | 381,0                                                                             | Saint-Pardoux | Saint-Pardoux |
| ehemaliger Bahnhof | 385,4                                                                             | Mazières-Verruyes                                                                                                 | Mazières-Verruyes                                                                                                 |
| ehemaliger Bahnhof | 395,9                                                                             | Champdeniers-Saint-Christophe                                                                                     | Champdeniers-Saint-Christophe                                                                                     |
| ehemaliger Bahnhof | 400,0                                                                             | Cherveux | Cherveux |
| Brücke | 402,2                                                                             | A 83 | A 83 |
| Brücke über Wasserlauf | 404,5                                                                             | Viaduc d’Échiré (Sèvre Niortaise) (46 m)                                                                          | Viaduc d’Échiré (Sèvre Niortaise) (46 m)                                                                          |
| ehemaliger Bahnhof | 405,6                                                                             | Échiré | Échiré |
| Brücke über Wasserlauf | 412,9                                                                             | Lambon (6 m) | Lambon (6 m) |
| Abzweig geradeaus und von links | 414,2                                                                             | Bahnstrecke Saint-Benoît–La Rochelle-Ville von Poitiers                                                           | Bahnstrecke Saint-Benoît–La Rochelle-Ville von Poitiers                                                           |
| Bahnhof | 414,9                                                                             | Niort | Niort |
| |                                                                                   | | |
| Abzweig geradeaus und nach rechts |                                                                                   | Bahnstrecke La Possonnière–Niort nach La Possonnière, Bahnstrecke Saint-Benoît–La Rochelle-Ville nach La Rochelle | Bahnstrecke La Possonnière–Niort nach La Possonnière, Bahnstrecke Saint-Benoît–La Rochelle-Ville nach La Rochelle |
| |                                                                                   | | |
| Dienststation / Betriebs- oder Güterbahnhof | 420,2                                                                             | Aiffres | Aiffres |
| Abzweig geradeaus und ehemals nach links | 420,2                                                                             | Bahnstrecke Aiffres–Ruffec nach Ruffec                                                                            | Bahnstrecke Aiffres–Ruffec nach Ruffec                                                                            |
| Brücke | 422,3                                                                             | A 10 | A 10 |
| Bahnhof | 425,7                                                                             | Fors | Fors |
| Bahnhof | 430,1                                                                             | Marigny (Deux-Sèvres)                                                                                             | Marigny (Deux-Sèvres)                                                                                             |
| Bahnhof | 434,2                                                                             | Beauvoir-sur-Niort                                                                                                | Beauvoir-sur-Niort                                                                                                |
| Haltepunkt / Haltestelle | 437,6                                                                             | Prissé-la-Charrière                                                                                               | Prissé-la-Charrière                                                                                               |
| ehemaliger Dienststation / Betriebs- oder Güterbahnhof | 440,0                                                                             | ehem. Wasserschöpfstelle Villeneuve-la-Comtesse ▼                                                                 | ehem. Wasserschöpfstelle Villeneuve-la-Comtesse ▼                                                                 |
| ehemalige Grenze | ~443,0                                                                            | Deux-Sèvres / Département Charente-Maritime                                                                       | Deux-Sèvres / Département Charente-Maritime                                                                       |
| Bahnhof | 444,1                                                                             | Villeneuve-la-Comtesse                                                                                            | Villeneuve-la-Comtesse                                                                                            |
| Bahnübergang | ~448,3                                                                            | D 150 (ehem. N 138)                                                                                               | D 150 (ehem. N 138)                                                                                               |
| Bahnhof | 450,6                                                                             | Loulay | Loulay |
| ehemaliger Haltepunkt / Haltestelle | 456,7                                                                             | Saint-Denis-du-Pin                                                                                                | Saint-Denis-du-Pin                                                                                                |
| |                                                                                   | | |
| U-Bahn-Strecke quer · Kreuzung geradeaus unten · U-Bahn-Strecke von rechts (außer Betrieb) |                                                                                   | Chemins de fer économiques des Charentes (CFEC) von Marans (1896–1950)                                            | Chemins de fer économiques des Charentes (CFEC) von Marans (1896–1950)                                            |
| |                                                                                   | | |
| Bahnhof · U-Bahn-Bahnhof | 463,0                                                                             | Saint-Jean-d’Angély                                                                                               | Saint-Jean-d’Angély                                                                                               |
| Strecke · U-Bahn-Strecke nach links (außer Betrieb) |                                                                                   | CFEC nach Cognac und Rouillac (1889–1950)                                                                         | CFEC nach Cognac und Rouillac (1889–1950)                                                                         |
| Strecke mit Straßenbrücke | ~463,2                                                                            | D 939 E2 (ehem. N 150)                                                                                            | D 939 E2 (ehem. N 150)                                                                                            |
| Abzweig geradeaus und ehemals nach rechts | 463,7                                                                             | Bahnstrecke Saint-Jean-d’Angély–Taillebourg nach Taillebourg                                                      | Bahnstrecke Saint-Jean-d’Angély–Taillebourg nach Taillebourg                                                      |
| Brücke über Wasserlauf | 463,8                                                                             | Canal Saint-Euthrope (18 m)                                                                                       | Canal Saint-Euthrope (18 m)                                                                                       |
| Brücke über Wasserlauf | 464,0                                                                             | Boutonne (53 m)                                                                                                   | Boutonne (53 m)                                                                                                   |
| Brücke über Wasserlauf | 464,3                                                                             | Nie (15 m) | Nie (15 m) |
| Strecke mit Straßenbrücke | ~466,1                                                                            | D 150 (ehem. N 138)                                                                                               | D 150 (ehem. N 138)                                                                                               |
| ehemaliger Bahnhof | 469,3                                                                             | Asnières-la-Giraud                                                                                                | Asnières-la-Giraud                                                                                                |
| Bahnhof | 473,9                                                                             | Saint-Hilaire-Brizambourg                                                                                         | Saint-Hilaire-Brizambourg                                                                                         |
| Dienststation / Betriebs- oder Güterbahnhof | 478,5                                                                             | Le Douhet-Écoyeux                                                                                                 | Le Douhet-Écoyeux                                                                                                 |
| Brücke | 480,9                                                                             | Viaduc de la Thonne (89 m)                                                                                        | Viaduc de la Thonne (89 m)                                                                                        |
| ehemaliger Bahnhof | 483,7                                                                             | Fontcouverte | Fontcouverte |
| Brücke | 484,0                                                                             | Viaduc de Fontcouverte (75 m)                                                                                     | Viaduc de Fontcouverte (75 m)                                                                                     |
| Brücke über Wasserlauf | 485,6                                                                             | Viaduc de Chaumet (Escambouille) (43 m)                                                                           | Viaduc de Chaumet (Escambouille) (43 m)                                                                           |
| Tunnel | 485,9                                                                             | Tunnel de Jérusalem (422 m)                                                                                       | Tunnel de Jérusalem (422 m)                                                                                       |
| Abzweig geradeaus und von rechts |                                                                                   | Bahnstrecke Nantes-Orléans–Saintes von Nantes                                                                     | Bahnstrecke Nantes-Orléans–Saintes von Nantes                                                                     |
| U-Bahn-Strecke von links (außer Betrieb) · Kreuzung geradeaus unten · U-Bahn-Strecke quer |                                                                                   | CFEC von Burie | CFEC von Burie |
| U-Bahn-Bahnhof · Bahnhof | 491,6                                                                             | Saintes | 11 m |
| U-Bahn-Strecke nach rechts (außer Betrieb) · Strecke mit Straßenbrücke | ~491,9                                                                            | CFEC n. Marennes (1896–1947) u. Av Gambetta (ehem. N 137)                                                         | CFEC n. Marennes (1896–1947) u. Av Gambetta (ehem. N 137)                                                         |
| Abzweig geradeaus und nach rechts | ~492,2                                                                            | Bahnstrecke Saintes–Royan nach Royan                                                                              | Bahnstrecke Saintes–Royan nach Royan                                                                              |
| Strecke mit Straßenbrücke | ~493,5                                                                            | N 141 | N 141 |
| ehemaliger Bahnhof | 498,0                                                                             | Chaniers | Chaniers |
| Brücke über Wasserlauf | 500,5                                                                             | Charente (Viaduc de Beillant) (64 m)                                                                              | Charente (Viaduc de Beillant) (64 m)                                                                              |
| Bahnhof | 501,2                                                                             | Beillant (Keilbahnhof)                                                                                            | Beillant (Keilbahnhof)                                                                                            |
| Abzweig geradeaus und nach links |                                                                                   | Bahnstrecke Beillant–Angoulême nach Angoulême                                                                     | Bahnstrecke Beillant–Angoulême nach Angoulême                                                                     |
| ehemaliger Bahnhof | 507,3                                                                             | Montils-Colombiers                                                                                                | Montils-Colombiers                                                                                                |
| ehemaliger Bahnhof | 510,5                                                                             | Saint-Seurin-Lijardière                                                                                           | Saint-Seurin-Lijardière                                                                                           |
| Strecke mit Straßenbrücke | ~514,9                                                                            | Route de Cognac (ehem. N 732)                                                                                     | Route de Cognac (ehem. N 732)                                                                                     |
| U-Bahn-Strecke von links (außer Betrieb) · Kreuzung geradeaus oben · U-Bahn-Strecke quer |                                                                                   | Rue de Cognac (ehem. N 732) und CFEC von Archiac (1917–1939)                                                      | Rue de Cognac (ehem. N 732) und CFEC von Archiac (1917–1939)                                                      |
| Bahnübergang | ~515,4                                                                            | D 700 (ehem. N 700)                                                                                               | D 700 (ehem. N 700)                                                                                               |
| U-Bahn-Bahnhof · Bahnhof | 515,7                                                                             | Pons | Pons |
| Strecke quer · U-Bahn-Kreuzung geradeaus unten · Abzweig geradeaus und ehemals nach rechts | 517,0                                                                             | Bahnstrecke Pons–Saujon nach Royan                                                                                | Bahnstrecke Pons–Saujon nach Royan                                                                                |
| U-Bahn-Strecke nach rechts (außer Betrieb) · Strecke |                                                                                   | CFEC n. La Bergerie                                                                                               | CFEC n. La Bergerie                                                                                               |
| ehemaliger Haltepunkt / Haltestelle | 521,1                                                                             | Fléac-sur-Seugne                                                                                                  | Fléac-sur-Seugne                                                                                                  |
| Brücke über Wasserlauf | 524,2                                                                             | Seugne (40 m) | Seugne (40 m) |
| ehemaliger Bahnhof | 524,6                                                                             | Mosnac-sur-Seugne                                                                                                 | Mosnac-sur-Seugne                                                                                                 |
| Haltepunkt / Haltestelle | 528,3                                                                             | Clion-sur-Seugne                                                                                                  | Clion-sur-Seugne                                                                                                  |
| U-Bahn-Strecke quer · Bahnübergang · U-Bahn-Abzweig von links und von rechts (Strecke außer Betrieb) | ~534,9                                                                            | D 699 (ehem. N 699) und CFEC La Bergerie–Archiac (1894–1947)                                                      | D 699 (ehem. N 699) und CFEC La Bergerie–Archiac (1894–1947)                                                      |
| Bahnhof · U-Bahn-Kopfbahnhof Streckenende | 535,0                                                                             | Jonzac | Jonzac |
| Bahnhof | 542,9                                                                             | Fontaines-d’Ozillac                                                                                               | Fontaines-d’Ozillac                                                                                               |
| ehemaliger Bahnhof | 547,5                                                                             | Tugéras-Chartuzac                                                                                                 | Tugéras-Chartuzac                                                                                                 |
| Bahnübergang | ~534,9                                                                            | D 730 (ehem. N 730)                                                                                               | D 730 (ehem. N 730)                                                                                               |
| |                                                                                   | | |
| U-Bahn-Strecke von rechts (außer Betrieb) · Strecke |                                                                                   | Chemins de fer économiques des Charentes (CFEC) von Mirambeau (1894–1947)                                         | Chemins de fer économiques des Charentes (CFEC) von Mirambeau (1894–1947)                                         |
| |                                                                                   | | |
| U-Bahn-Bahnhof · Bahnhof | 555,9                                                                             | Montendre | Montendre |
| U-Bahn-Bahnübergang · Bahnübergang |                                                                                   | D 730 (ehem. N 730)                                                                                               | D 730 (ehem. N 730)                                                                                               |
| U-Bahn-Strecke nach links (außer Betrieb) · Kreuzung · U-Bahn-Strecke quer |                                                                                   | CFEC nach St-Augulin (1903–1934)                                                                                  | CFEC nach St-Augulin (1903–1934)                                                                                  |
| Brücke über Wasserlauf | 559,0                                                                             | Livenne (2×) | Livenne (2×) |
| Bahnhof | 564,0                                                                             | Bussac | Bussac |
| Abzweig geradeaus und ehemals von links | ~565,3                                                                            | Gleisanschl. Aérodrome de Bédenac-Bussac                                                                          | Gleisanschl. Aérodrome de Bédenac-Bussac                                                                          |
| |                                                                                   | | |
| Abzweig geradeaus und von links | 572,0                                                                             | Bahnstrecke Châteauneuf-sur-Charente–Saint-Mariens-Saint-Yzan von Châteauneuf-sur-Charente                        | Bahnstrecke Châteauneuf-sur-Charente–Saint-Mariens-Saint-Yzan von Châteauneuf-sur-Charente                        |
| |                                                                                   | | |
| ehemalige Grenze | 572,3                                                                             | Département Charente-Maritime / Gironde                                                                           | Département Charente-Maritime / Gironde                                                                           |
| Abzweig geradeaus und ehemals von rechts | 572,7                                                                             | Bahnstrecke Saint-Yzan–Blaye von Blaye                                                                            | Bahnstrecke Saint-Yzan–Blaye von Blaye                                                                            |
| Bahnhof | 572,7                                                                             | Saint-Mariens-Saint-Yzan                                                                                          | Saint-Mariens-Saint-Yzan                                                                                          |
| Bahnhof | 576,5                                                                             | Cavignac | Cavignac |
| Strecke mit Straßenbrücke | ~576,8                                                                            | N 10 | N 10 |
| Abzweig geradeaus und ehemals nach links | 577,5                                                                             | Bahnstrecke Cavignac–Coutras nach Coutras                                                                         | Bahnstrecke Cavignac–Coutras nach Coutras                                                                         |
| Strecke |                                                                                   | Bündelung mit LGV Sud Europe Atlantique                                                                           | Bündelung mit LGV Sud Europe Atlantique                                                                           |
| Haltepunkt / Haltestelle | 582,7                                                                             | Gauriaguet | Gauriaguet |
| Haltepunkt / Haltestelle | 587,3                                                                             | Aubie-Saint-Antoine                                                                                               | Aubie-Saint-Antoine                                                                                               |
| Strecke |                                                                                   | LGV Sud Europe Atlantique nach Bordeaux                                                                           | LGV Sud Europe Atlantique nach Bordeaux                                                                           |
| Brücke | 589,0                                                                             | A 10 | A 10 |
| Strecke mit Straßenbrücke | ~589,6                                                                            | D 670 (ehem. N 670)                                                                                               | D 670 (ehem. N 670)                                                                                               |
| Bahnhof | 590,7                                                                             | Saint-André-de-Cubzac                                                                                             | 30 m |
| |                                                                                   | | |
| Abzweig geradeaus und ehemals nach rechts | ~591,1                                                                            | Bahnstrecke Mirambeau–Saint-André-de-Cubzac nach Mirambeau (CDF Écon. Gironde)                                    | Bahnstrecke Mirambeau–Saint-André-de-Cubzac nach Mirambeau (CDF Écon. Gironde)                                    |
| |                                                                                   | | |
| Brücke | ~591,8                                                                            | N 10 | N 10 |
| Haltepunkt / Haltestelle | 593,3                                                                             | Cubzac-les-Ponts                                                                                                  | 23 m |
| Brücke über Wasserlauf | 594,8                                                                             | Dordogne (Pont ferroviaire de Cubzac) (2.318 m)                                                                   | Dordogne (Pont ferroviaire de Cubzac) (2.318 m)                                                                   |
| Haltepunkt / Haltestelle | 598,2                                                                             | La Grave-d’Ambarès Systemwechsel Elektrifizierung                                                                 | 8 m |
| Strecke von links · Kreuzung geradeaus unten |                                                                                   | LGV Sud Europe Atlantique                                                                                         | LGV Sud Europe Atlantique                                                                                         |
| Abzweig geradeaus und von links · Abzweig geradeaus und ehemals nach rechts |                                                                                   | ehem. Streckenverlauf                                                                                             | ehem. Streckenverlauf                                                                                             |
| Abzweig geradeaus und von links · Kreuzung geradeaus unten | 599,0                                                                             | Bahnstrecke Paris–Bordeaux von Paris-Austerlitz                                                                   | Bahnstrecke Paris–Bordeaux von Paris-Austerlitz                                                                   |
| Strecke mit Straßenbrücke | 601                                                                               | A 10 | A 10 |
| Bahnhof | 602,7                                                                             | Sainte-Eulalie-Carbon-Blanc                                                                                       | 20 m |
| Tunnel | 606,6                                                                             | Tunnel de la Ramade (1.343 m)                                                                                     | Tunnel de la Ramade (1.343 m)                                                                                     |
| Abzweig geradeaus und von rechts | 608,1579,6                                                                        | Abzw. de Saintes von Paris-Austerlitz                                                                             | Abzw. de Saintes von Paris-Austerlitz                                                                             |
| Abzweig geradeaus und ehemals von links | 579,9                                                                             | Abzw. du raccordement circulaire                                                                                  | Abzw. du raccordement circulaire                                                                                  |
| Haltepunkt / Haltestelle | 580,0                                                                             | Cenon ehem. Avenue Thiers-Cenon                                                                                   | 11 m |
| Abzweig geradeaus und ehemals von rechts |                                                                                   | alte Strecke von Paris                                                                                            | alte Strecke von Paris                                                                                            |
| ehemaliger Bahnhof | 581,8                                                                             | Bordeaux-Benauge                                                                                                  | 4 m |
| Abzweig geradeaus und ehemals nach links |                                                                                   | Bahnstrecke Bordeaux-Benauge–La Sauvetat-du-Dropt n. Latresne                                                     | Bahnstrecke Bordeaux-Benauge–La Sauvetat-du-Dropt n. Latresne                                                     |
| Brücke über Wasserlauf | 583,1                                                                             | Neue Vorbrücke und Brücke (Garonne) (511 m)                                                                       | Neue Vorbrücke und Brücke (Garonne) (511 m)                                                                       |
| Bahnhof | 583,8                                                                             | Bordeaux-Saint-Jean                                                                                               | 7 m |
| Abzweig geradeaus, nach links und von links |                                                                                   | Bahnstrecke Bordeaux–Sète nach Sète                                                                               | Bahnstrecke Bordeaux–Sète nach Sète                                                                               |
| |                                                                                   | Bahnstrecke Bordeaux–Irun nach Irun                                                                               | |

Die Bahnstrecke Chartres–Bordeaux ist eine französische Eisenbahnmagistrale, die 1911 fertiggestellt und seit 1938 von der Staatsbahn SNCF betrieben wird. Sie ist knapp 500 km lang und trägt die Streckennummer 500 000. Sie erhielt den großen Kurvenradius von 700 m und hatte auf der gesamten Länge nur wenige Bahnübergänge. Alle anderen Wegekreuzungen bestanden aus Betonbrücken, einem damals eher ungewöhnlichen Baumaterial. Die Strecke gehörte in ihrer Ausführung zu den zukunftsweisenden in Frankreich. Das größte Einzelbauwerk war die über 2 km lange Eisenbahnbrücke Cubzac-les-Ponts.
Die Strecke verläuft westlich der heutigen TGV-Hauptstrecke, der Bahnstrecke Paris–Bordeaux, und hat im Laufe der Zeit an Bedeutung verloren. Das ursprünglich angelegte zweite Gleis ist heute nur noch in Teilen vorhanden und wird nicht mehr betrieben. Entsprechend wird die Strecke nicht mehr durchgehend mit Zügen bedient. Nur wenige Teilabschnitte sind elektrifiziert.

## Geschichte
Die Strecke wurde zwischen 1874 und 1911 erbaut und zunächst sowohl von Schnell- als auch von Schlafwagenzügen vollständig befahren. Aus Gründen der Wirtschaftlichkeit wurden später Teile der Strecke aufgegeben. Mit Beginn der 1970er Jahre wurden einzelne Abschnitte überhaupt nicht mehr für den Personenzugverkehr angeboten, so ab April 1970 zwischen Château-du-Loir und Saumur, ab Oktober 1971 zwischen Courtalain und Château-du-Loir und ab September 1980 zwischen Thouars und Niort. Diese Gebiete sind dünn besiedelt und liegen am Rand der jeweiligen Region in Frankreich.
Eine Besonderheit bildet die an drei Stellen vorhandene Möglichkeit zur Wasseraufnahme während der Fahrt bei den Streckenkilometern (SK) 110 (bei Illiers), SK 220 (bei Château-du-Loir) und SK 400 km (bei Villeneuve-la-Comtesse). Mit Hilfe dieser Technik war es möglich, längere Strecken ohne zeitaufwändige Zwangsstopps zur Wasseraufnahme zu durchfahren. Diese Infrastruktur verdeutlicht die damalige Bedeutung der Strecke. Über mehrere hundert Meter lief in der Mitte der in diesem Abschnitt ohne Gefälle ausgestalteten Schienentrasse eine 60 cm breite und 15 cm tiefe wassergefüllte Rinne. Mit Hilfe eines langen Schöpfrüssels konnten Dampflokomotiven bei Geschwindigkeiten zwischen 40 und 80 km/h aus diesem Kanal das benötigte Wasser entnehmen. Dies ermöglichte es Anfang des 20. Jahrhunderts, Schnellzüge zwischen Chartres und Bordeaux ohne einen einzigen Halt auf 326 km durchfahren zu lassen. Eine weitere wichtige Strecke mit dieser Infrastruktur war die Bahnstrecke Mantes-la-Jolie–Cherbourg, die bis in die 1960er Jahre diese Technik nutzte.
Auf der Strecke fanden 1900 zwischen Chartres und Thouars Versuchsfahrten mit der Thuile-Lokomotive statt, die mit einer Entgleisung und dem Tod ihres Konstrukteurs endeten.

## Verlauf

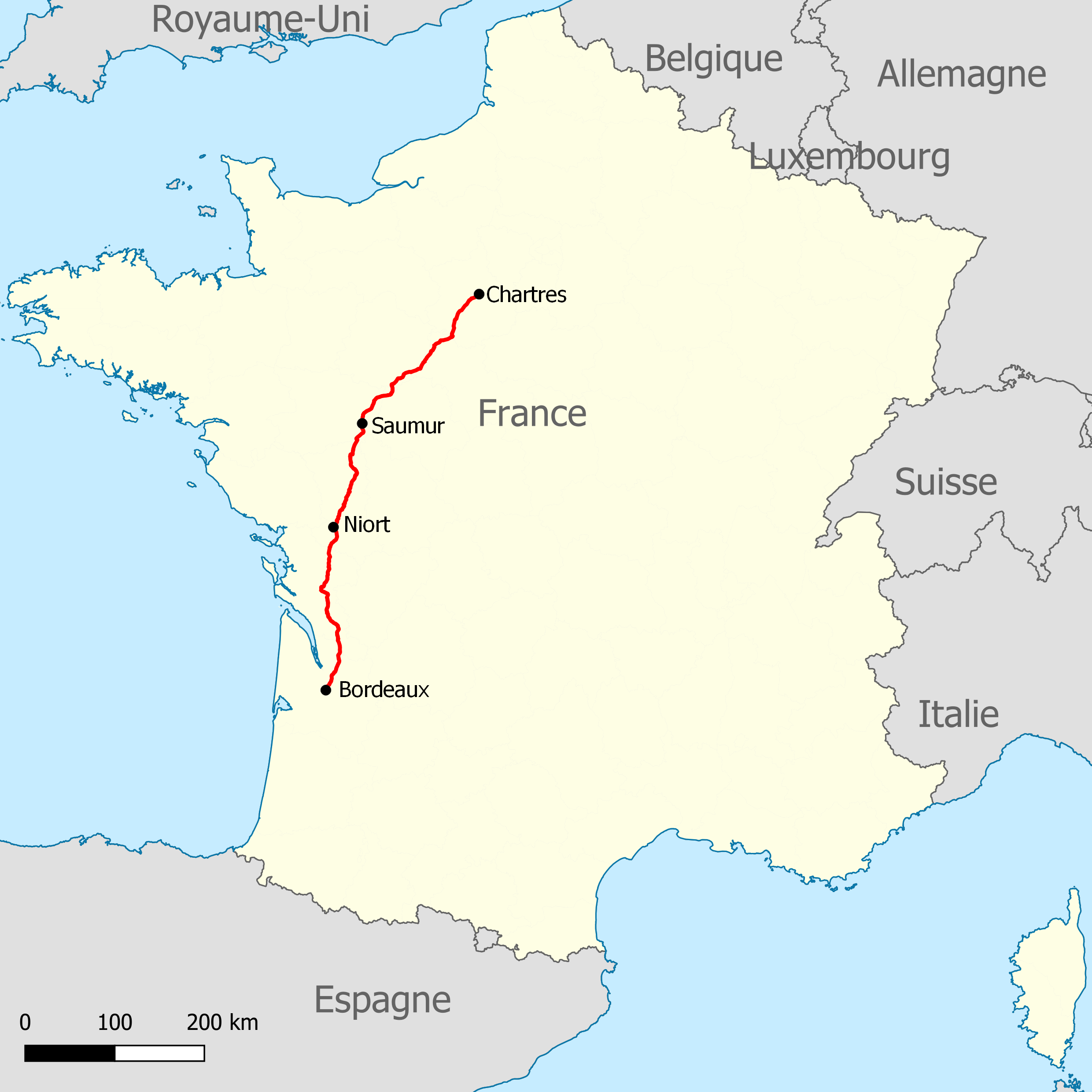
Streckenverlauf

Die Eisenbahnstrecke beginnt im Norden im Bahnhof von Chartres, wo sie auf Streckenkilometer 87,1 von der Bahnstrecke Paris–Brest nach Süden abzweigt. Zunächst führt sie mehr in südwestliche, ab Sargé-sur-Braye immer mehr in südlicher Richtung. Der erste Eisenbahnknoten Courtalain – Saint-Pellerin an SK 140,9 wird nach etwa 50 Kilometern erreicht, dessen sonstigen Verkehrsarme seit 1990 stillgelegt sind. Danach findet heute kein Verkehr mehr statt; die Gleise sind über weite Strecke abgebaut worden. Der zweite Knoten war bei SK 217 Château-du-Loir, dessen verkehrliche Bedeutung als Umsteigebahnhof heute noch gegeben ist.
In Saumur an der Loire stößt die Strecke auf die Hauptstrecke Tours–St. Nazaire, die Anfang der 1980er Jahre, als die Streckenreduzierung im vollen Gange war, gerade elektrifiziert wurde. Bis Thouars ist auch die Bahnstrecke Chartres–Bordeaux in dieser Maßnahme mit elektrifiziert worden, offensichtlich, weil dieser Abschnitt vollständig in der Region Pays de la Loire liegt. Auch der Knoten Parthenay (SK 370) ist heute reine Durchgangsstation, weil die Querverbindungen gekappt wurden. Erst mehr als 100 km später in Saintes (SK 492) existiert wieder ein richtiger Eisenbahnknoten, der die Verbindung nach Nordwesten nach Nantes, Nordosten (Orléans) und Westen (Royan) herstellt.
Erst kurz vor Bordeaux fädelt sich von links kommend die Parallelstrecke von Paris hinzu, wo heute die schnellen TGV- und Corail-Züge verkehren.

## Betrieb

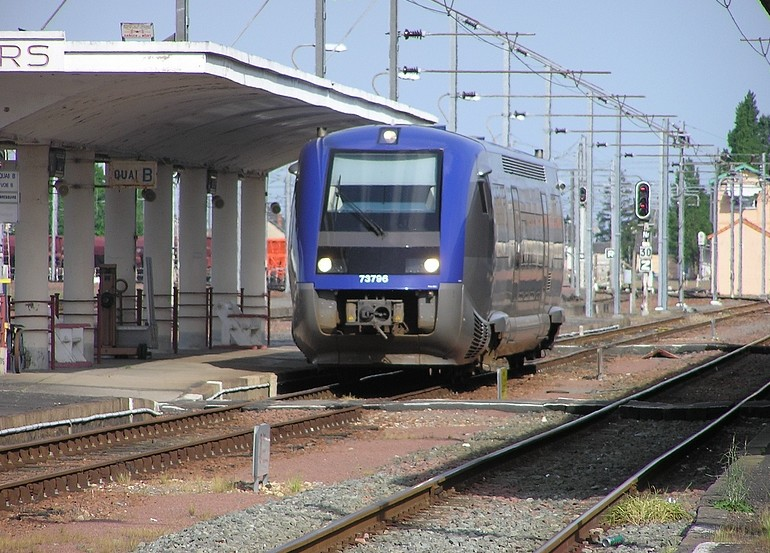
Thouars, Zug nach Bressuire

Auf drei Abschnitten findet heute noch Eisenbahnverkehr statt:
1. Die Betreibergesellschaft TER Centre-Val de Loire ist für den Streckenabschnitt Chartres–Courtalain-Saint-Pellerin verantwortlich. Für die 53 km lange Strecke benötigen die Züge etwa 50 Minuten (werktags acht, sonntags vier Zugpaare, die durch Busverkehre verstärkt werden).
2. Güterzüge verkehren zwischen Chartres und Mondoubleau, also 22 km über Courtalain – Saint-Pellerin hinaus
3. TER Nouvelle-Aquitaine ist verantwortlich für die Destinationen Saumur–Thouars (40 km, 35 min.), die als einzige elektrifiziert ist, und Niort–Saintes (77 km, 70 min.), beide eingleisig, sowie für die Strecke La Rochelle–Saintes–Bordeaux, die zweigleisig ist.

Im Rahmen des RER Bordeaux ist ab 2030 eine Linie von St-Mariens-St-Yzan bis Langon (Richtung Sète) geplant, für die aber Fahrzeuge für den Betrieb unter zwei Arten von Oberleitungsspannung sowie feste Fahrplantrassen durch den Bahnhof St-Jean zur Verfügung stehen müssen.